# Jeff Rawle
Jeff Rawle (Birmingham, 20 luglio 1951) è un attore e scrittore britannico.

## Carriera

### Origini
Quando Jeff era ancora molto giovane, la sua famiglia si trasferì a Sheffield, dove egli frequentò il liceo High Storrs. Fu nel periodo adolescenziale che egli scoprì la sua passione per la recitazione, apparendo in alcune recite scolastiche. Finita la scuola, lavorò per un periodo alla Sheffield Playhouse, prima di trasferirsi a Londra dove avrebbe studiato alla London Academy of Music and Dramatic Art.

### Televisione
Il suo primo ruolo da attore fu quello di Billy in Billy il bugiardo, adattamento televisivo del romanzo Billy Liar di Keith Waterhouse e Willis Hall, nel quale avrebbe recitato insieme a Colin Jeavons.
Al suo primo ruolo, ha fatto seguito la sua rinomata interpretazione del sofferente George, nella sitcom Drop the Dead Donkey.
Nel 1984, egli è apparso nella storia Frontios di Doctor Who.
Dal 1995 al 1995, ha recitato in Faith in the Future della ITV, seguita da Doc Martin, sempre sullo stesso canale, nel ruolo di Roger Fenn.
Al 2009 risale una sua apparizione nella serie The Bill, della ITV e nella serie M.I. High - Scuola di spie della BBC.

### Teatro
Per quanto riguarda spettacoli teatrali, nel 2008 Jeff ha interpretato Gilbert Murray in Fram di Tony Harrison, prodotto dal Royal National Theatre.

### Cinema
Nel 2005, ha partecipato al quarto film della saga del maghetto Harry Potter, Harry Potter e il calice di fuoco, nel ruolo di Amos Diggory.

### Narrazione
Rinomate sono le numerose letture e narrazioni che Jeff ha effettuato, a partire da A Bear Called Paddington (Un orso di nome Paddington). Hanno seguito tre serie di Budgie the Little Helicopter (Budgie il Piccolo Elicottero) della Duchessa di York, Universe di Stephen Hawking e The Grass is Always Greener (L'erba è sempre più verde) di Tom Fort, per la stazione radiofonica BBC Radio 4.

## Filmografia parziale

### Cinema
- Harry Potter e il calice di fuoco (Harry Potter and the Goblet of Fire), regia di Mike Newell (2005)
- Crucifixion - Il male è stato invocato (The Crucifixion), regia di Xavier Gens (2017)
- Peterloo, regia di Mike Leigh (2018)
- Rebecca, regia di Ben Wheatley (2020)

### Televisione
- Billy il bugiardo (Billy Liar) – serie TV, 27 episodi (1973-1974)
- Doc Martin – serie TV, 5 episodi (2003-2004)
- L'ispettore Barnaby (Midsomer Murders) – serie TV, episodi 6x01-14x02 (2003-2011)
- Grantchester – serie TV, episodio 8x03 (2023)

## Doppiatori italiani
Nelle versioni in italiano dei suoi film, Jeff Rawle è stato doppiato da:
- Gianni Giuliano in Crucifixion - Il male è stato invocato, Rebecca
- Vittorio Congia in Harry Potter e il calice di fuoco
- Massimo Lodolo in M.I. High - Scuola di spie
- Ambrogio Colombo in Peterloo
- Claudio De Angelis in Billy il bugiardo

## Scrittura
Oltre alla recitazione, Jeff è anche un abile scrittore. Con alcune sue opere, quali The Young Poisoner's Handbook del 1995 e Who Goes There?, ha ottenuto anche dei crediti cinematografici.